# Zagrodno (gromada)
Zagrodno – dawna gromada, czyli najmniejsza jednostka podziału terytorialnego Polskiej Rzeczypospolitej Ludowej w latach 1954–1972.
Gromady, z gromadzkimi radami narodowymi (GRN) jako organami władzy najniższego szczebla na wsi, funkcjonowały od reformy reorganizującej administrację wiejską przeprowadzonej jesienią 1954 do momentu ich zniesienia z dniem 1 stycznia 1973, tym samym wypierając organizację gminną w latach 1954–1972.
Gromadę Zagrodno z siedzibą GRN w Zagrodnie utworzono – jako jedną z 8759 gromad na obszarze Polski – w powiecie złotoryjskim w woj. wrocławskim, na mocy uchwały nr 35/54 WRN we Wrocławiu z dnia 2 października 1954. W skład jednostki weszły obszary dotychczasowych gromad Zagrodno i Uniejowice ze zniesionej gminy Zagrodno w tymże powiecie. Dla gromady ustalono 18 członków gromadzkiej rady narodowej.
31 grudnia 1961 do gromady Zagrodno włączono wieś Grodziec ze zniesionej gromady Nowa Wieś Grodziska oraz wsie Modlikowice z przysiółkiem Jadwisin i Olszanica z przysiółkami Świdniczki i Gancary ze zniesionej gromady Radziechów w tymże powiecie.
1 lipca 1968 do gromady Zagrodno włączono wieś Wojciechów ze zniesionej gromady Brochocin w tymże powiecie.
Gromada przetrwała do końca 1972 roku, czyli do kolejnej reformy gminnej. 1 stycznia 1973 w powiecie złotoryjskim reaktywowano gminę Zagrodno.